# Cantone di Baud
Il Cantone di Baud era una divisione amministrativa dell'arrondissement di Pontivy.
È stato soppresso a seguito della riforma complessiva dei cantoni del 2014, che è entrata in vigore con le elezioni dipartimentali del 2015.
Comprendeva i comuni di:
- Bieuzy
- Baud
- Guénin
- Melrand
- Pluméliau
- Saint-Barthélemy